# Evangelický kostel (Hustopeče)
Evangelický kostel v Hustopečích je sakrální stavba vybudovaná na tamním Masarykově náměstí číslo 590/4. Stavba kostela proběhla během roku 1900, kdy ve zdejším sboru působil farář Josef Ladislav Hájek. Slavnostní otevření kostela se uskutečnilo 1. listopadu 1900. Na objektu kostela se nachází malá vížka. Do ní mohl zdejší evangelický sbor i díky daru pozdějšího československého prezidenta Tomáše Garrigua Masaryka, který se přátelil s hustopečským kazatelem Františkem Šebestou, umístit malý zvon.
Traduje se, že se zde během německé okupace konaly utajené bohoslužby a místní malý sbor byl ve spojení s obcí evangelíků z Mistelbachu. Kazatelkou kostela je od prosince 2011 Kateřina Rybáriková.
Jednou měsíčně se v kostele konají také bohoslužby Církve československé husitské.